# SoftExpert
SoftExpert é uma empresa de tecnologia brasileira fundada em 1995 em Santa Catarina por Ricardo Lepper.
A companhia desenvolve o SoftExpert Suite, uma plataforma modular que permite a Gestão de processos das organizações, Gestão da qualidade, Gestão de riscos e conformidade. Com presença em mais de 50 países e mais de 3 000 clientes nos setores de manufatura e serviços, Indústria automotiva, Indústria farmacêutica e serviços financeiros, a SoftExpert acompanha tendências de automação e Inteligência artificial destacadas pela imprensa especializada.

## História
Em 2002, a SoftExpert lançou o Isodoc Web, seu primeiro produto baseado em Web. Em 2008, lançou o SoftExpert Excellence Suite 1.0. Em 2010, obteve a certificação ISO 9001 para seus processos internos.
Em 2015, lançou a versão 2.0 da plataforma, com módulos dedicados à conformidade e análise de riscos.
Entre 2016 e 2018, iniciou expansão internacional, abrindo subsidiárias nos Estados Unidos, México e Alemanha, e posteriormente na Espanha, Itália, Reino Unido e França.
Em 2021, sua receita global ultrapassou R$ 100 milhões, e em 2025 tornou‑se o primeiro parceiro brasileiro a obter Competência AWS em Life Sciences. Em 2023, conquistou a certificação ISO 27001:2022 em segurança da informação.
Em 2024, expandiu para Portugal com a aquisição da EXEQ.

## Inovação
O SoftExpert Suite reúne diversos módulos em diferentes soluções como Gestão da qualidade (QMS), Business Process Management (BPM), Gestão de Riscos (ERM), GRC, ESG, Gestão de ativos (EAM), Product Lifecycle Management (PLM), Corporate Performance Management (CPM) e Service Lifecycle Management (SLM).
A plataforma conta com automação de fluxos de trabalho, painéis em tempo real e recursos de Inteligência artificial para classificação automática de documentos e predição de riscos, conforme as inovações destacadas pelo InforChannel.

## Setores de atuação e Casos de uso
A solução é adotada por empresas de médio e grande porte nos segmentos Aeroespacial, Agronegócio, Indústria automotiva, Indústria farmacêutica, Energia, Serviços financeiros e setor público, que buscam centralizar processos e documentos, reduzir custos operacionais e cumprir exigências regulatórias.
Estudos de caso em clientes como BRF e Hyundai apontam ganhos de produtividade de até 30% após implantação do SoftExpert Suite.
Na área esportiva, a Confederação Brasileira de Tênis de Mesa (CBTM) passou a utilizar a plataforma em 2025 para gerenciar processos e dados de performance dos atletas.

## Alianças estratégicas
Desde 2022, a SoftExpert mantém parceria qualificada com a AWS em Life Sciences, sendo a primeira empresa brasileira a conquistar essa competência.
Em junho de 2025, firmou aliança com a Seidor para integração de soluções SAP em nuvem.

## Reconhecimento e rebranding
A SoftExpert foi finalista do AWS Partner Awards 2024, destaque no Capterra Shortlist 2024 e 2025 nas categorias BPM e GRC, recebeu o selo Front Runners da Software Advice em 2025 e foi eleita Category Leader pelo GetApp no mesmo ano.
Em fevereiro de 2025, a empresa celebrou 30 anos com um rebranding global apresentando novo logotipo e identidade visual, conforme cobertura de portais do setor.